# Императорский театр (Япония)
Императорский театр (англ. Imperial Theatre, яп. 帝国劇場) — японский театр, расположенный в квартале Маруноути, в районе Тиёда города Токио, Япония. Театр работает под управлением кинокомпании Toho. Открылся в 1911 году и являлся первым театром западного стиля в Японии. Репертуар театра варьируется от мюзиклов до опер.
Современное здание театра было построено в 1966 году. Театр снова открылся в 1964 году. На 4-9 этажах здания находится штаб-квартира нефтяной компании Itemitsu. На девятом этаже здания расположен Художественный музей Идэмицу.